# Skręt włókien

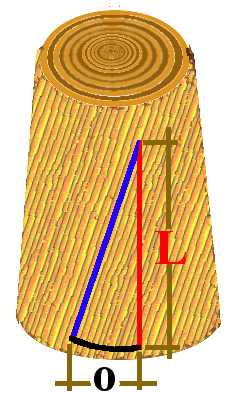
Schemat skrętu włókien i elementy pomiarowe.
Sw = (o / L) * 100 [%]

Skręt włókien, skręt włóknistości – wada drewna z grupy wad budowy polegająca na występowaniu spiralnego przebiegu włókien. 
Identyfikacja wady na pniu stojącego drzewa czy pobocznicy drewna okrągłego jest utrudniona przez występowanie korowiny. Na powierzchni bocznej mogą być widoczne ukośne bruzdy korowiny i ukośne napływy korzeniowe. W drewnie korowanym, podsuszonym widoczne są ukośne pęknięcia. Po rozłupaniu drewna w płaszczyźnie promieniowej stwierdzenie skrętu włókien staje się oczywiste. Skręt włókien na  przetartych stycznie powierzchniach tarcicy rozpoznaje się w drewnie gatunków pierścieniowonaczyniowych po skośnym przebiegu przeciętych naczyń. Przebieg włókien można określić przesuwając ostrym przedmiotem wzdłuż włókien drzewnych (opór stawiany przez poszczególne komórki włókiem w kierunku poprzecznym nie pozwoli wyślizgnąć się ostrzu).
Na tworzenie się skrętu włókien mają czynniki genetyczne i zewnętrzne, pod wpływem których drzewa mogą wykazać bardzo silny skręt na mniejszej lub większej powierzchni drewna. W miarę przyrostu drewna, zmiana kąta skrętu może zachodzić z różną szybkością, przy czym drewno gałęzi zachowuje się pod tym względem podobnie jak drewno pni. Jednym z najważniejszych czynników skręcających drzewa jest wiatr. Ważnymi choć pośrednimi czynnikami są: oświetlenie, przez które gałęzie rosną i rozwijają się w jego kierunku często powodując skręt, jak również przerzedzenie (w zabiegach pielęgnacyjnych drzewostanów), które wpływa zarówno na zmianę oświetlenia jak i możliwość większej penetracji wiatru w drzewostanie. Wiele drzew rosnących na skraju drzewostanu obarczone jest: spłaszczeniem, drewnem reakcyjnym, mimośrodowością rdzenia jak również skręceniem.

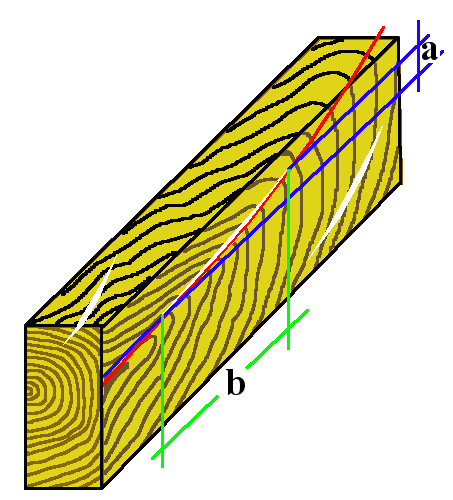
Elementy pomiarowe s.w. na tarcicy (według przebiegu pęknięć skurczowych)

Skręt włókien jest największy w przyobwodowej strefie drewna okrągłego, natomiast ku rdzeniowi maleje. W tarcicy występuje zjawisko pozornego skrętu włókien, wywołane zbieżystością pnia. Przetarcie drewna okrągłego równolegle do osi sprawia, że słoje roczne na płaszczyznach promieniowych biegną pod pewnym kątem do płaszczyzn stycznych albo boków przetartego drewna. Pozorny skręt włókien występuje wyraźnie na stycznych powierzchniach tarcicy wyprodukowanej z silnie zbieżystych pnia.
Przy skręcie właściwym nachylenie włókien drzewnych na stycznych powierzchniach tarcicy nie jest jednakowe, natomiast przy skręcie pozornym - prawie takie samo. Pozorny skręt włókien można również poznać po promieniowej płaszczyźnie tarcicy obrzynanej dzięki temu, że słoje roczne nie biegną równolegle do krawędzi.
Skręt włókien pogarsza wydatnie mechaniczne właściwości drewna w stopniu tym większym, im większy jest kąt nachylenia włókien. Wpływa on również na zmianę niektórych  właściwości  fizycznych,  np.  powoduje znacznie większą kurczliwość.

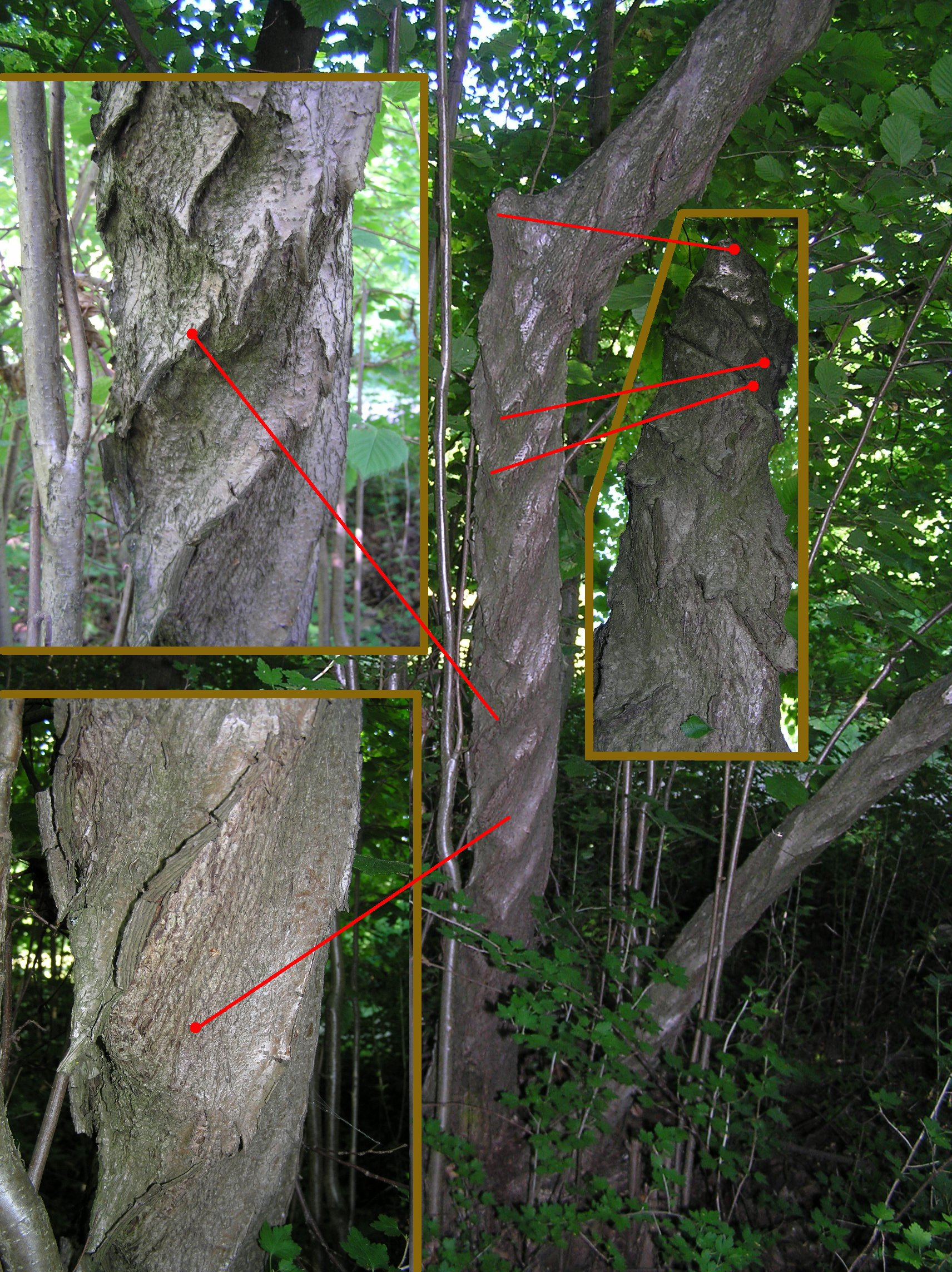
Skręt włókien na leszczynie pospolitej
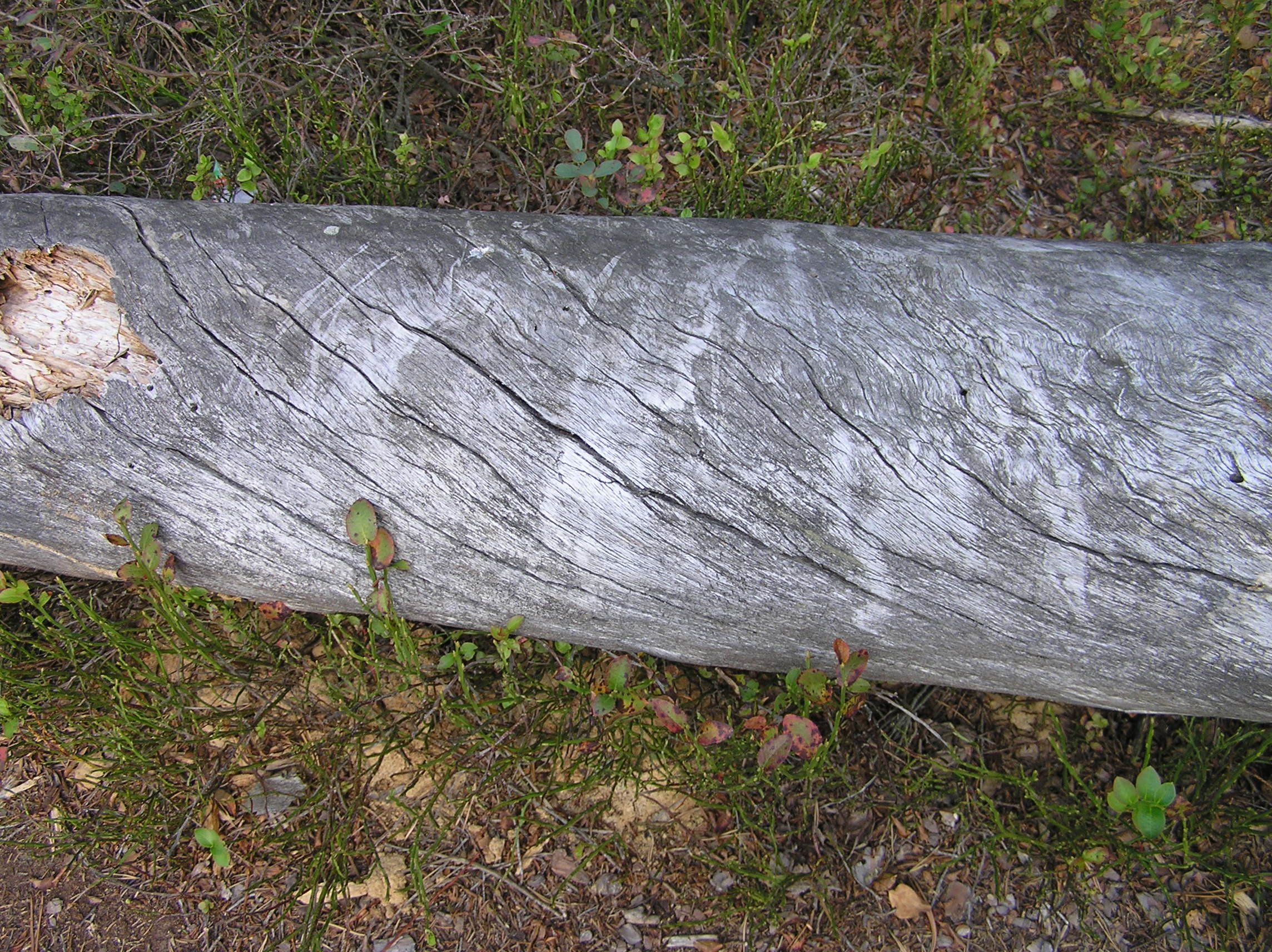
Skręt na sośnie w połączeniu z pęknięciami bocznymi.